# Gnaeus Minicius Faustinus (Konsul 91)
Gnaeus Minicius Faustinus war ein im 1. Jahrhundert n. Chr. lebender römischer Politiker.
Durch Militärdiplome, die auf den 12. Mai 91 datiert sind, ist belegt, dass Faustinus 91 zusammen mit Publius Valerius Marinus Suffektkonsul war.